# (8030) Williamknight
(8030) Williamknight ist ein Asteroid des äußeren Hauptgürtels, der am 29. September 1991 vom britisch-australischen Astronomen Robert McNaught am Siding-Spring-Observatorium (IAU-Code 413) in Australien entdeckt wurde.
Der Himmelskörper wurde am 7. Februar 2012 nach William John Knight (1929–2004) benannt, der 1967 mit 7274 km/h als zehnter Testpilot der X-15 den bis heute gültigen Geschwindigkeits-Weltrekord für bemannte Flugzeuge aufstellte und für das Erreichen einer Höhe von 69600 Metern seine Astronautenschwingen verliehen bekam.